# Christian Gottlieb Bergmann
Christian Gottlieb Bergmann (* 30. März 1734 in Zittau; † 15. Januar 1822 ebenda) war ein deutscher Jurist und Bürgermeister von Zittau.

## Leben
Der Sohn des  Bürgers und Tuchmachers Christian Bergmann und dessen Frau Anna Rosina (geb. Altenberger) hatte das Gymnasium in Zittau besucht. 1756 nahm er ein Studium der Rechtswissenschaften an der Universität Wittenberg auf, wo er als Student in der deutschübenden Gesellschaft von Johann Daniel Titius wirkte. Nachdem er 1761 sein juristisches Examen bestanden hatte, ging er in seine Heimat zurück.
Hier wurde er im selben Jahr Amtsadvokat in Görlitz und öffentlich-kaiserlicher Notar in Zittau. 1762 wurde er zum Amtsdirektor in Reibersdorf, promovierte 1765 in Wittenberg zum Doktor der Rechte, war 1789 Syndikus in Zittau geworden und 1800 Bürgermeister der Stadt. Nachdem ihm zwei Amtszeiten vergönnt gewesen waren, wurde er 1804 aus Altersgründen in den Ruhestand versetzt und lebte bis zu seinem Lebensende in Zittau.
Aus seiner Ehe mit Friderike Johanna Renate, der jüngsten Tochter des Pastors Immanuel August Wenzel, gingen 18 Kinder hervor, wovon vier Töchter und zwei Söhne den Vater überlebten. Sein Sohn Friedrich Christian Bergmann wurde Oberstadtschreiber in Zittau.

## Schriften
- Von dem Einflüß der schönen Wissenschaften in die Freundschaft. Wittenberg 1757
- Rede bey dem Abschiede K. G. Justs von Wittenberg. Wittenberg o. J.
- Über die Ruinen von Zittau, ein Gedicht von 4. Abtheilungen. Leipzig 1758
- Berlingbroks Briefe über die Erlernung und Gebrauch der Geschichte, aus dem englischen. Leipzig 1758 2. Teile
- Vermischte Schriften und Uebersetzungen. Wittenberg und Zerbst 1759
- Diss. de sucessione conjugis una cum liberis ab intestato ex statuto Zittauiensisi. Wittenberg 1761
- Diss. inaug de Lusatia hodierna tam quoad originem, quam quoad iura Saxonum Colonia. Wittenberg 1765
- Plan von der Seidenbergischen Lotterie...
- Progr. Von den Schwirigkeiten für eine christliche Obrigkeit bei Besetzung der Schulstellen. Zittau 1798